# Picada (cucina colombiana)

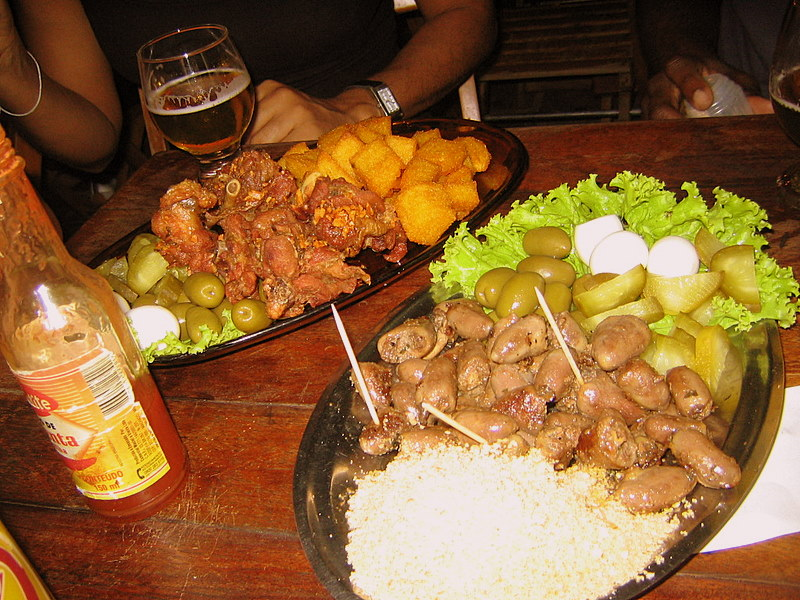
Picada

Picada o Picada Colombiana è un piatto della cucina colombiana preparata con carne, pollo, arepa, patate, Yucca, morcilla, chorizo e platani.
Gli ingredienti di solito sono fritti. La parola picada in spagnolo significa: "triturato". 
Viene spesso servito in piatti grandi, e di solito viene servito in occasioni speciali.
Altri tipi di picada colombiana prevedono pesce anziché carne come la: "picada de mar".